# Битва на реке Ирпень
Битва на реке Ирпень — сражение, в котором литовское войско под предводительством Гедимина разгромило дружины киевского князя Станислава и его союзников. Поход на Киев был осуществлён через год после захвата Гедимином Волыни и положил начало многовековому владычеству Великого княжества Литовского (и, впоследствии, Речи Посполитой) над южнорусскими землями.

## Битва в историографии
Станислав Киевский, а также упоминаемый в числе русских князей, противостоявших Гедимину, Олег Переяславский идентифицируются в историографии как князья Киевской земли того времени, происходящие из путивльских Ольговичей. Их союзниками летописи называют Романа Брянского (в действительности умер в 1288 году, а о княжении в Брянске Романа Глебовича из смоленских Ростиславичей неизвестно, и он умер, по мнению Горского А. А., до 1313 года), Льва Луцкого или даже Льва Даниловича Луцкого (Лев Данилович галицкий умер в 1301 году, а Лев Юрьевич галицкий погиб весной 1323 года, не исключено, что в битве на Ирпени) и Владимира Владимирского (в дореволюционной историографии на основании этих известий реконструировался Владимир Львович, предположительный сын Льва Юрьевича; Владимир Василькович умер в 1288 году), погибшего при защите Волыни ещё до битвы на Ирпени. Хроника также называет Романа Брянского зятем Льва (то есть мужем сестры или дочери) и говорит о последовавшем бегстве Станислава в Рязань и его княжении там, что не признаётся историографией.
Согласно первоисточникам, битва произошла в 1321 году. Историки подвергли эту дату пересмотру. По различным версиям, поход Гедимина на Киев состоялся в период 1322—1325 годов. В частности, Ф. М. Шабульдо в своей работе «Земли Юго-Западной Руси в составе Великого княжества Литовского» датирует захват Гедимином Волыни осенью 1323 года, а поход на Киев и битву на Ирпени маем-июнем 1324 года с учётом оценки военно-стратегической обстановки в регионе в целом.
Существует также точка зрения, что все сообщения о битве, ввиду своего позднего происхождения, и отсутствия в ряде других источников того времени, являются недостоверными. Её в частности отстаивали Грушевский, Антонович, Леонтович, Пресняков и другие.

## Предыстория
С конца XIII века Киевщина находилась в сфере влияния улуса Ногая, и в ходе его ликвидации сарайским ханом Тохтой (1299) Киев подвергся ордынскому разорению. Политическая история княжества известна очень плохо. Киев и окрестные столы утвердились за незначительными князьями из путивльских Ольговичей. Существует предположение, что Киевщина в это время зависела от соседнего Галицко-Волынского княжества. Ещё в середине XIII века, пользуясь резким ослаблением русских земель, литовцы совершали грабительские набеги на Южную Русь, о чём писал путешественник Плано Карпини.
В 1316 году Гедимин ещё при жизни своего предшественника Витеня начал экспансию на юго-западные русские земли, захватив волынские города Берестье и Дорогичин. Однако общие интересы в борьбе с Тевтонским орденом сделали возможным заключение мира с галицко-волынскими князьями Львом и Андреем Юрьевичами. Вернув Берестье Юрьевичам и заключив династический союз с ними, Гедимин женил своего сына Любарта на дочери Андрея Юрьевича и нанёс ордену решающее поражение в Жемайтии. Весной 1323 года в условиях продолжающегося галицко-ордынского противостояния умерли Лев и Андрей Юрьевичи, в связи с чем польский король сообщил римскому папе о возникновении ордынской угрозы для католических земель. Уже летом-осенью польско-венгерские войска предприняли первый поход в Галицию. Осенью того же года Гедимин захватил Волынь, после чего отступил на зимовку в район Берестья.

## Ход событий
В конце весны 1324 года Гедимин двинулся в Киевскую землю. Взяв крепость Овруч, он подошёл к Житомиру, который также пал после непродолжительной осады. После этого литовское войско двинулось на Киев, «грабя и сжигая» всё на своём пути. Русское войско под предводительством Станислава и союзных ему князей не выдвинулось на помощь Житомиру, а встретило литовцев в поле близ реки Ирпень. Матей Стрыйковский сообщает об участии ордынских отрядов в противостоянии литовцам на Ирпени, как и годом ранее на Волыни.
Атакующие киевляне и их союзники были встречены стрелковым ударом, затем начался прямой бой. Он был упорным и продолжительным. Гедимин со своей гвардией отделился от основного войска и нанёс фланговый удар по русскому войску, расстроив его ряды, после чего литовское войско смогло переломить ход противостояния в свою пользу и в центре, и на флангах. Станислав с киевлянами начал отступать, а гибель русских князей, в том числе Олега Переяславского, хроника связывает с их ожесточённым сопротивлением. Обратив в бегство русские дружины, литовцы «гнали, избивая, рубя и беря в плен». Князь Станислав не стал организовывать оборону столицы, а бежал в Рязанскую землю. Тем не менее, литовцы были вынуждены осадить Киев и штурмовать его на протяжении более чем месяца. Не дождавшись помощи от беглого князя, Киев сдался Гедимину на основе вассалитета. Наряду с Киевом литовцами были взяты также Переяславль, Путивль, Вышгород, Канев и Белгород-Киевский. Лёгкость, с которой литовцам удалось после битвы овладеть русскими городами, говорит о разгромном итоге Ирпенской битвы.

## Последствия

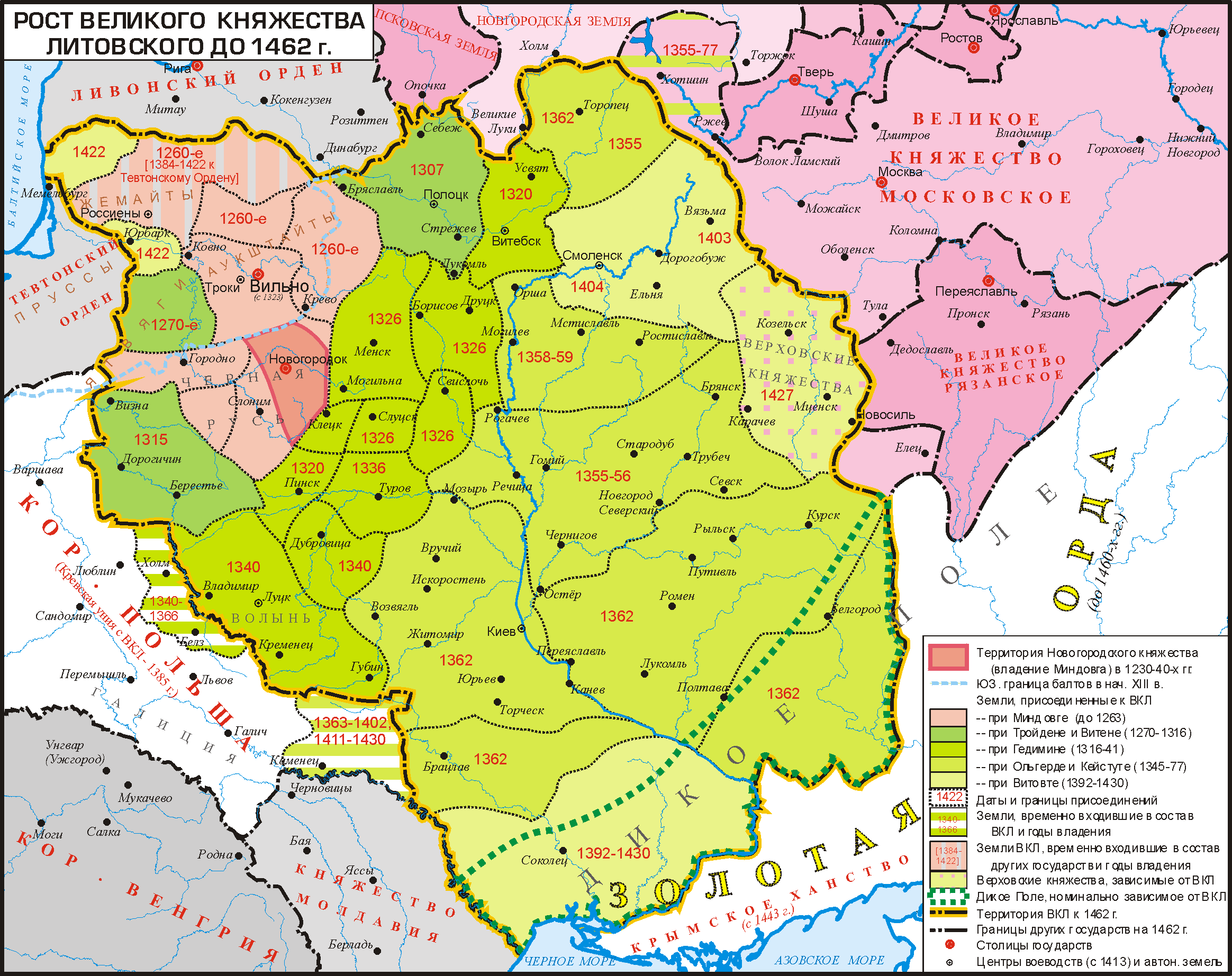
Рост Великого Княжества Литовского до 1462 года

В Киеве, Гедимин поставил своего наместника Миндовга Гольшанского, пробывшего до 1331 года.
Никоновская летопись сообщает об удачном походе татар на Литву уже в 1324 году. За этим последовал визит ордынского посольства в Литву, первые столкновения литовцев с поляками в Мазовии и Галиции, и польско-литовский мир, скреплённый женитьбой польского королевича Казимира (будущего «Великого») на дочери Гедимина в 1325 году.
В последующие годы (правление князя Фёдора) в Киеве отмечается баскачество вплоть до битвы при Синих Водах в 1362 году, когда в результате литовской победы над татарами южнорусские земли окончательно вошли в состав Великого княжества Литовского.
Исход битвы на реке Ирпень предопределил многовековую власть Великого княжества Литовского и, впоследствии, Речи Посполитой над южной Русью. Причиной слабого сопротивления литовскому завоеванию являлся продолжающийся упадок южнорусских земель, разорённых и обезлюдевших в результате монгольского нашествия и регулярных набегов татар. Вплоть до Люблинской унии 1569 года, когда они были вынужденно уступлены Короне Королевства Польского, эти земли были частью Литовской Руси.